# Campo sportivo comunale (Monfalcone)
Il campo sportivo Comunale è un impianto sportivo della città di Monfalcone. Situato ad est del centro cittadino, lungo la SS 14, ospita le partite interne dell'Unione Fincantieri Monfalcone.

## Caratteristiche
L'impianto è dotato di due tribune, una coperta ed in muratura, destinata alla tifoseria locale, la seconda in tubi Innocenti e destinata agli ospiti.
La capienza dichiarata è di 2000 posti, 500 dei quali in tribuna e 250 nel settore ospiti. In tribuna è presente un settore riservato alla stampa.